# Тритейкін Дмитро Олександрович
Дмитро́ Олекса́ндрович Трите́йкін (7 серпня 1974, м. Авдіївка, Донецька область, Українська РСР — 21 лютого 2017, м. Дніпро, Україна) — український рятувальник, підполковник служби цивільного захисту, начальник 15-го пожежно-рятувального загону, м. Авдіївка.

## Життєпис
Народився 1974 року у місті Авдіївка Донецької області. Обравши професію рятувальника у 1995 році, все своє життя присвятив служінню рідному місту. Здобув дві вищі освіти: 2001-го закінчив Донбаську державну академію будівництва і архітектури, за фахом економіста; 2008 — Національний університет цивільного захисту України, за спеціальністю «Пожежна безпека», кваліфікація — інженер з пожежної безпеки.
У 2002—2003 роках займав посаду інспектора служби державного пожежного нагляду та інженера служби держпожнагляду, з 2011 по 2015 — начальник частини.
З 2015 — начальник 15-го Державного пожежно-рятувального загону Головного управління Державної служби України з надзвичайних ситуацій у Донецькій області, м. Авдіївка.
Виконував завдання в умовах бойових дій, під обстрілами надавав допомогу мешканцям міста. 2016 року нагороджений орденом «За мужність».

### Обставини загибелі
30 січня 2017 року, внаслідок обстрілів Авдіївки російсько-терористичними угрупованнями, місто залишилось без електрики, води і тепла. Було оголошено надзвичайний стан, розгорнуто пункти обігріву та надання гуманітарної допомоги.
Дмитро Тритейкін брав участь у рятувальній операції ДСНС у рідній Авдіївці. 2 лютого о 21:05, коли рятувальник очікував на прибуття гуманітарної допомоги, район школи № 2 та стадіон «Хімік», де розгорнуто пункт життєзабезпечення ДСНС, обстріляли терористи. Під артилерійський обстріл потрапив автомобіль служби. Водій Сергій Горбань загинув на місці. Підполковник Тритейкін дістав важкі осколкові поранення у живіт. Після операції, що тривала 3,5 години в Авдіївській лікарні, доправлений до 66-го військового мобільного шпиталю в Покровськ, а звідти — у Дніпропетровську обласну лікарню ім. Мечникова. 4 лютого в ДСНС повідомили, що офіцер прийшов до свідомості. Загалом переніс 7 операцій. 21 лютого, після тривалої боротьби за життя, підполковник Тритейкін помер у лікарні.
22 лютого в місті Дніпро представники ГУ ДСНС України у Дніпропетровській області віддали останню шану своєму колезі з Донеччини. 23 лютого рятувальника поховали в рідній Авдіївці.
Залишились дружина Оксана та донька.

## Нагороди та відзнаки
- Орден «Богдана Хмельницького» III ступеня — за особисту мужність, самовідданість і високий професіоналізм, виявлені під час аварійно-рятувальних робіт в районі проведення антитерористичної операції (08.02.2017)[11].
- Орден «За мужність» III ступеня — за значний особистий внесок у державне будівництво, соціально-економічний, науково-технічний, культурно-освітній розвиток України, вагомі трудові здобутки та високий професіоналізм (22.08.2016)[12].
- Нагрудний знак «За відвагу в надзвичайній ситуації» (2015).

## Вшанування пам'яті
- 15 вересня 2017 року в Авдіївці на фасаді будівлі 15-го Державного пожежно-рятувального загону відкрили меморіальну дошку підполковнику служби цивільного захисту Дмитру Тритейкіну[13].
- Рішенням Колегії ДСНС, на честь Дмитра Тритейкіна було названо катер проекту STADTLINE 38S, який 30 вересня 2018 року був переданий новоствореній Частині водолазних пошуково-рятувальних робіт акваторії Азовського моря, м. Маріуполь[14][15].
- Його іменем названо вулицю в Авдіївці.